# Vachellia
Genre
Synonymes
- Acaciopsis Britton & Rose
- Bahamia Britton & Rose
- Fishlockia Britton & Rose
- Myrmecodendron Britton & Rose
- Poponax Raf.
- Tauroceras Britton & Rose[2]

Vachellia est un genre de plantes dicotylédones de la famille des Fabaceae, sous-famille des Mimosoideae, à répartition pantropicale, qui comprend une trentaine d'espèces acceptées.
Ce genre est issu du démembrement en trois groupes principaux, intervenu en 2005, du genre Acacia, qui regroupait près de 1400 espèces. Le nom « Acacia » a été attribué au groupe le plus important qui rassemble toutes les espèces australiennes. Les autres espèces, qui se rencontrent dans les régions tropicales d'Amérique, d'Afrique et d'Asie ont été réparties dans les genres Vachellia et Senegalia.

## Caractéristiques générales
Les espèces du genre Vachellia sont des arbres ou des arbustes, parfois grimpants, et toujours épineux. Les jeunes plants, en particulier, sont armées d'épines qui sont des stipules modifiées, situées à la base des feuilles. Certaines espèces (notamment  Vachellia tortilis, Vachellia hebeclada, Vachellia luederitzii et Vachellia reficiens) sont également armés d'autres épines recourbées.
Les feuilles, alternes, sont composées bipennées, et leurs pinnules sont généralement opposées. 
Les inflorescences racémeuses se développent généralement à l'aisselle des feuilles. Les fleurs jaunes ou blanc crème sont groupées en capitules sphériques, ou plus rarement en épis allongés, ce qui est la règle générale dans le genre apparenté Senegalia. Les fleurs sont généralement bisexuées avec de nombreuses étamines, mais des fleurs unisexuées ont été observées chez Vachellia nilotica (cf . Sinha, 1971).
Le calice et la corolle ont généralement 4 à 5 lobes. Les glandes sont généralement présentes sur le rachis et le dessus du pétiole. La gousse, déhiscente ou indéhiscente, peut être droite, incurvée ou recourbée.

## Liste des espèces
Selon Catalogue of Life (17 octobre 2019) :
- Vachellia abyssinica (Hochst. ex Benth.) Kyal. & Boatwr.
- Vachellia acuifera (Benth.) Seigler & Ebinger
- Vachellia albicorticata (Burkart) Seigler & Ebinger
- Vachellia allenii (D.H.Janzen) Seigler & Ebinger
- Vachellia amythethophylla (Steud. ex A.Rich) Kyal. & Boatwr.
- Vachellia ancistroclada (Brenan) Kyal. & Boatwr.
- Vachellia anegadensis (Britton) Seigler & Ebinger
- Vachellia antunesii (Harms) Kyal. & Boatwr.
- Vachellia arenaria (Schinz) Kyal. & Boatwr.
- Vachellia aroma (Gillies ex Hook. & Arn.) Seigler & Ebinger
- Vachellia astringens (Gillies) Speg.
- Vachellia azuana R.G.Garcia, Clase, Ebinger & Seigler
- Vachellia baessleri H.D.Clarke, Seigler & Ebinger
- Vachellia barahonensis (Urb. & Ekman) Seigler & Ebinger
- Vachellia bavazzanoi (Pic.Serm.) Kyal. & Boatwr.
- Vachellia belairioides (Urb.) Seigler & Ebinger
- Vachellia bellula (Drake) Boatwr.
- Vachellia biaciculata (S.Watson) Seigler & Ebinger
- Vachellia bidwillii (Benth.) Kodela
- Vachellia bilimekii (J.Macbr.) Seigler & Ebinger
- Vachellia bolei (R.P.Subhedar) Ragup., Seigler, Ebinger & Maslin
- Vachellia borleae (Burtt Davy) Kyal. & Boatwr.
- Vachellia brandegeana (I. M. Johnst.) Seigler & Ebinger
- Vachellia bravoensis (Isely) Seigler & Ebinger
- Vachellia bricchettiana (Chiov.) Kyal. & Boatwr.
- Vachellia bucheri (Vict.) Seigler & Ebinger
- Vachellia bullockii (Brenan) Kyal. & Boatwr.
- Vachellia burttii (Baker f.) Kyal. & Boatwr.
- Vachellia bussei (Harms ex Y.Sjöstedt) Kyal. & Boatwr.
- Vachellia californica (Brandegee) Seigler & Ebinger
- Vachellia campeachiana (Mill.) Seigler & Ebinger
- Vachellia caurina (Barneby & Zanoni) Seigler & Ebinger
- Vachellia caven (Molina) Seigler & Ebinger
- Vachellia cedilloi (L.Rico) Seigler & Ebinger
- Vachellia cernua (Thulin & Hassan) Kyal. & Boatwr.
- Vachellia chiapensis (Saff.) Seigler & Ebinger
- Vachellia choriophylla (Benth.) Seigler & Ebinger
- Vachellia clarksoniana (Pedley) Kodela
- Vachellia collinsii (Saff.) Seigler & Ebinger
- Vachellia constricta (Benth.) Seigler & Ebinger
- Vachellia cookii (Saff.) Seigler & Ebinger
- Vachellia cornigera (L.) Seigler & Ebinger
- Vachellia cucuyo (Barneby & Zanoni) Seigler & Ebinger
- Vachellia curvifructa (Burkart) Seigler & Ebinger
- Vachellia daemon (Ekman & Urb.) Seigler & Ebinger
- Vachellia davyi (N.E.Br.) Kyal. & Boatwr.
- Vachellia ditricha (Pedley) Kodela
- Vachellia dolichocephala (Harms) Kyal. & Boatwr.
- Vachellia douglasica (Pedley) Kodela
- Vachellia drepanolobium (Y.Sjöstedt) P.J.H.Hurter
- Vachellia dyeri (P.P.Sw.) Kyal. & Boatwr.
- Vachellia eburnea (L.f.) P.J.H.Hurter & Mabb.
- Vachellia ebutsiniorum (P.J.H.Hurter) Kyal. & Boatwr.
- Vachellia edgeworthii (T.Anderson) Kyal. & Boatwr.
- Vachellia elatior (Brenan) Kyal. & Boatwr.
- Vachellia erioloba (E.Mey.) P.J.H.Hurter
- Vachellia erythrophloea (Brenan) Kyal. & Boatwr.
- Vachellia etbaica (Schweinf.) Kyal. & Boatwr.
- Vachellia exuvialis (Verd.) Kyal. & Boatwr.
- Vachellia farnesiana (L.) Wight & Arn.
- Vachellia fischeri (Harms) Kyal. & Boatwr.
- Vachellia flava (Forssk.) Kyal. & Boatwr.
- Vachellia gentlei (Standl.) Seigler & Ebinger
- Vachellia gerrardii (Benth.) P.J.H.Hurter
- Vachellia gladiata (Saff.) Seigler & Ebinger.
- Vachellia glandulifera (S.Watson) Seigler & Ebinger
- Vachellia globulifera (Saff.) Seigler & Ebinger
- Vachellia grandicornuta (Gerstner) Seigler & Ebinger
- Vachellia guanacastensis (H.D.Clarke, Seigler & Ebinger) Seigler & Ebinger
- Vachellia gummifera (Willd.) Kyal. & Boatwr.
- Vachellia haematoxylon (Willd.) Seigler & Ebinger
- Vachellia harala (Thulin & Al-Gifri) Ragup., Seigler, Ebinger & Maslin
- Vachellia harmandiana (Pierre) Maslin, Seigler & Ebinger
- Vachellia hebeclada (DC.) Kyal. & Boatwr.
- Vachellia hindsii (Benth.) Seigler & Ebinger
- Vachellia hockii (De Wild.) Seigler & Ebinger
- Vachellia horrida (L.f.) Kyal. & Boatwr.
- Vachellia hunteri (Oliv.) Ragup., Seigler, Ebinger & Maslin
- Vachellia hydaspica (J.R.Drumm. ex R.Parker) Ali
- Vachellia inopinata (Prain) Maslin, Seigler & Ebinger
- Vachellia insulae-iacobi (L.Riley) Seigler & Ebinger
- Vachellia jacquemontii (Benth.) Ali
- Vachellia janzenii (Ebinger & Seigler) Seigler & Ebinger
- Vachellia johnwoodii (Boulos) Ragup., Seigler, Ebinger & Maslin
- Vachellia karroo (Hayne) Banfi & Galasso
- Vachellia kingii (Prain) Maslin, Seigler & Ebinger
- Vachellia kirkii (Oliv.) Kyal. & Boatwr.
- Vachellia koltermanii R.García, M.M.Mejía, Ebinger & Seigler
- Vachellia kosiensis (P.P.Sw. ex Coates Palgr.) Kyal. & Boatwr.
- Vachellia lahai (Steud. & Hochst. ex Benth.) Kyal. & Boatwr.
- Vachellia lasiopetala (Oliv.) Kyal. & Boatwr.
- Vachellia latispina (J.E.Burrows & S.M.Burrows) Kyal. & Boatwr.
- Vachellia leucophloea (Roxb.) Maslin, Seigler & Ebinger
- Vachellia leucospira (Brenan) Kyal. & Boatwr.
- Vachellia luederitzii (Engl.) Kyal. & Boatwr.
- Vachellia macracantha (Humb. & Bonpl. ex Willd.) Seigler & Ebinger
- Vachellia macrothyrsa (Harms) Kyal. & Boatwr.
- Vachellia malacocephala (Harms) Kyal. & Boatwr.
- Vachellia mayana (Lundell) Seigler & Ebinger
- Vachellia mbuluensis (Brenan) Kyal. & Boatwr.
- Vachellia melanoceras (Beurl.) Seigler & Ebinger
- Vachellia myaingii (Lace) Maslin, Seigler & Ebinger
- Vachellia myrmecophila (R.Vig.) Boatwr.
- Vachellia natalitia (E.Mey.) Kyal. & Boatwr.
- Vachellia nebrownii (Burtt Davy) Seigler & Ebinger
- Vachellia negrii (Pic.Serm.) Kyal. & Boatwr.
- Vachellia nilotica (L.) P.J.H.Hurter & Mabb.
- Vachellia oerfota (Forssk.) Kyal. & Boatwr.
- Vachellia origena (Hunde) Kyal. & Boatwr.
- Vachellia ormocarpoides (P.J.H.Hurter) Kyal. & Boatwr.
- Vachellia oviedoensis (R.Garcia & M.M.Mejía) Seigler & Ebinger
- Vachellia pacensis (Rudd & A.M.Carter) Seigler & Ebinger
- Vachellia pachyphloia (W.Fitzg.) Kodela
- Vachellia pallidifolia (Tindale) Kodela
- Vachellia paolii (Chiov.) Kyal. & Boatwr.
- Vachellia pennatula (Schltdl. & Cham.) Seigler & Ebinger
- Vachellia permixta (Burtt Davy) Kyal. & Boatwr.
- Vachellia pilispina (Pic.Serm.) Kyal. & Boatwr.
- Vachellia planifrons (J.König ex Wight & Arn.) Ragup., Seigler, Ebinger & Maslin
- Vachellia polypyrigenes (Greenm.) Seigler & Ebinger
- Vachellia prasinata (Hunde) Kyal. & Boatwr.
- Vachellia pringlei (Rose) Seigler & Ebinger
- Vachellia pseudoeburnea (J.R.Drumm. ex Dunn) Ragup., Seigler, Ebinger & Maslin
- Vachellia pseudofistula (Harms) Kyal. & Boatwr.
- Vachellia qandalensis (Thulin) Kyal. & Boatwr.
- Vachellia quintanilhae (Torre) Kyal. & Boatwr.,
- Vachellia reficiens (Wawra) Kyal. & Boatwr.
- Vachellia rehmanniana (Schinz) Kyal. & Boatwr.
- Vachellia rigidula (Benth.) Seigler & Ebinger
- Vachellia robbertsei (P.P.Sw.) Kyal. & Boatwr.
- Vachellia robusta (Burch.) Kyal. & Boatwr.
- Vachellia roigii (Léon) Seigler & Ebinger
- Vachellia rorudiana (Christoph.) Seigler & Ebinger
- Vachellia ruddiae (D.H.Janzen) Seigler & Ebinger
- Vachellia ruthvenii Seigler & Ebinger
- Vachellia schaffneri (S.Watson) Seigler & Ebinger
- Vachellia schottii (Torr.) Seigler & Ebinger
- Vachellia sekhukhuniensis (P.J.H.Hurter) Kyal. & Boatwr.
- Vachellia seyal (Delile) P.J.H.Hurter
- Vachellia siamensis (Craib) Maslin, Seigler & Ebinger
- Vachellia sieberiana (DC.) Kyal. & Boatwr.
- Vachellia sphaerocephala (Schltdl. & Cham.) Seigler & Ebinger
- Vachellia standleyi (Saff.) Seigler & Ebinger
- Vachellia stuhlmannii (Taub.) Kyal. & Boatwr.
- Vachellia suberosa (A.Cunn. ex Benth.) Kodela
- Vachellia sutherlandii (F.Muell.) Kodela
- Vachellia swazica (Burtt Davy) Kyal. & Boatwr.
- Vachellia tenuispina (Verd.) Kyal. & Boatwr.
- Vachellia tephrophylla (Thulin) Kyal. & Boatwr.
- Vachellia theronii (P.P.Sw.) Boatwr.
- Vachellia tomentosa (Rottler) Maslin, Seigler & Ebinger
- Vachellia torrei (Brenan) Kyal. & Boatwr.
- Vachellia tortilis (Forssk.) Galasso & Banfi
- Vachellia tortuosa (L.) Seigler & Ebinger
- Vachellia turnbulliana (Brenan) Kyal. & Boatwr.
- Vachellia valida (Tindale & Kodela) Kodela
- Vachellia vernicosa (Britton & Rose) Seigler & Ebinger
- Vachellia viguieri (Villiers & Du Puy) Boatwr.
- Vachellia villaregalis (McVaugh) Seigler & Ebinger
- Vachellia walwalensis (Gilliland) Kyal. & Boatwr.
- Vachellia xanthophloea (Benth.) Banfi & Galasso
- Vachellia yemenensis (Boulos) Ragup., Seigler, Ebinger & Maslin
- Vachellia zanzibarica (S.Moore) Kyal. & Boatwr.
- Vachellia zapatensis (Urb. & Ekman) Seigler & Ebinger
- Vachellia ziggyi Seigler & Ebinger